# Que les hommes sont bêtes
Pour plus de détails, voir Fiche technique et Distribution.
Que les hommes sont bêtes est un film français réalisé par Roger Richebé et sorti en 1957.

## Synopsis
Joselito et Francis, deux petits malfrats, projettent de cambrioler Me Roland Devert, un notaire qui devrait conserver cinquante millions dans son coffre. Pour connaitre l'emplacement du coffre et distraire le notaire, ils chargent Sylvie, l'innocente caissière du bar de Mr Marcel, de le séduire. 
Celle-ci se fait passer pour une riche cliente désireuse d'acheter un château, mais tombe bientôt amoureuse du notaire. Mr Marcel, le patron du bar, un perceur de coffres fort retiré des affaires, finit par se laisser convaincre par Joselito et Francis de percer le coffre du notaire, mais une surprise les attend ...

## Fiche technique
- Titre : Que les hommes sont bêtes
- Réalisation : Roger Richebé, assisté de Pierre Lary
- Scénario : Marcel Achard  et François Boyer
- Photographie : Michel Kelber
- Montage : Yvonne Martin
- Musique : Henri Verdun
- Décors : Roger Briaucourt
- Son : Lucien Lacharmoise
- Producteur : Roger Richebé
- Société de production : Films Roger Richebé
- Société de distribution : Sirius
- Pays de production :  France
- Langue de tournage : Français
- Format : Noir et blanc — 35 mm — 1,37:1 — Son : Mono
- Genre : Comédie
- Durée : 100 minutes (1 h 40)
- Date de sortie : 
  - France : 29 mars 1957
- Affiche : Constantin Belinsky (France)

## Distribution
- François Périer : Roland Devert
- Dany Carrel : Sylvie Cerruti
- Pierre Mondy : Josélito
- Jean Lefebvre : Francis
- Fernand Sardou : M. Marcel
- Jacques Hilling : Le commissaire
- Jacques Dufilho : L'inspecteur
- Gabriel Gobin
- Jackie Sardou
- Bruno Balp
- Jacques Chevalier
- Jacques Dynam
- Gabriel Gobin
- Clément Harari
- Germaine Delbat : Constance, la gouvernante de Roland
- René Hell
- Jean Hébey
- Danielle Lamarr : Irma
- Louis Massis
- Max Montavon : Le barman
- Charles Moulin : Justin le Lillois
- Bernard Musson : Un gendarme à vélo
- Albert Rémy : L'inspecteur
- Jacques Sablon
- Pierre-Jean Vaillard : Le partenaire séducteur